# 小鱗喙鱸
小鱗喙鱸（学名：Mycteroperca microlepis）為輻鰭魚綱鱸形目鱸亞目鮨科的其中一種，分布於西大西洋區，從美國北卡羅萊納州至墨西哥猶加敦半島海域，棲息深度40-152公尺，體長可達145公分，稚魚生活在河口、海草床，成魚生活在岩石底質海域，為底棲性魚類，屬肉食性，以魚類、甲殼類、頭足類為食，生活習性不明，可做為食用魚、遊釣魚。
其种加词“microlepis”意为“细鳞的”。